# Com a Morte na Alma
Com a morte na alma (La mort dans l'âme, no original francês) é um romance de 1949, escrito por Jean-Paul Sartre, constituindo a terceira parte da trilogia Os Caminhos da Liberdade (Les Chemins de la liberté).

## Resumo
O livro retrata a queda da França, em 1940, e os sentimentos angustiantes de um grupo de franceses cuja apatia pré-guerra dá lugar a uma consciência da dignidade da resistência individual (à ocupação alemã) e de solidariedade com os povos oprimidos da mesma forma.